# تمپورا رول

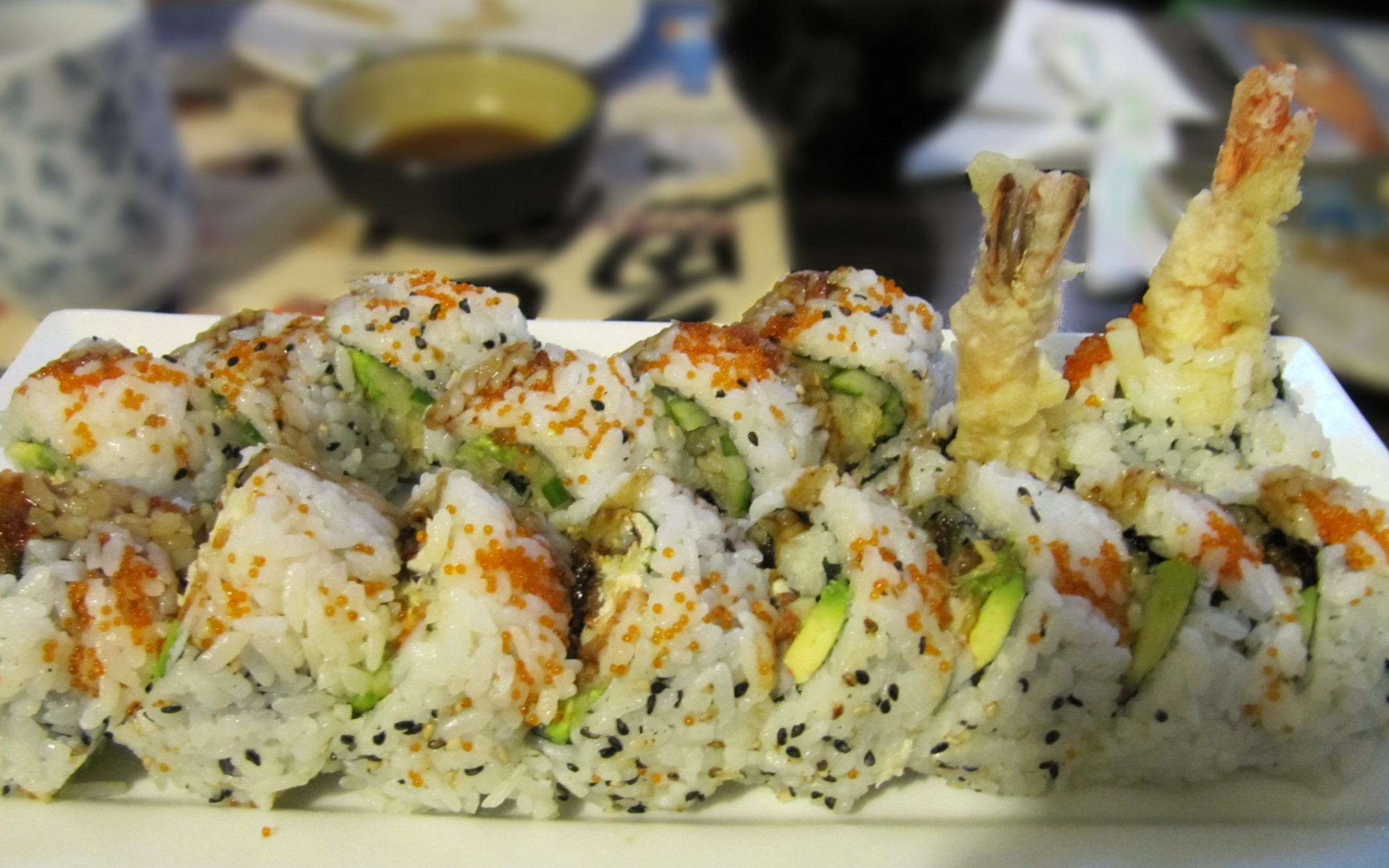
تمپورا رول به همراه اسپایدر رول

تمپورا رول (به انگلیسی: Tempura Roll) یکی از سوشی‌های که در آمریکا ابداع شده‌‌است. در این نوع سوشی تمپورای میگو در داخل رول‌ماکی قرار می‌گیرد. به غیر از تمپورا، واسابی یا سس نیز ممکن است، بکار رود. این نوع سوشی از نوع پشت‌به‌رو یا اوراماکی است بدین معنی که جلبک نوری بجای اینکه مانند شکل سنتی آن در خارج مواد قرار بگیرد، در داخل قرار گرفته و برنج بر روی آن قرار دارد.